# 요제프 폰 하머푸르크시탈

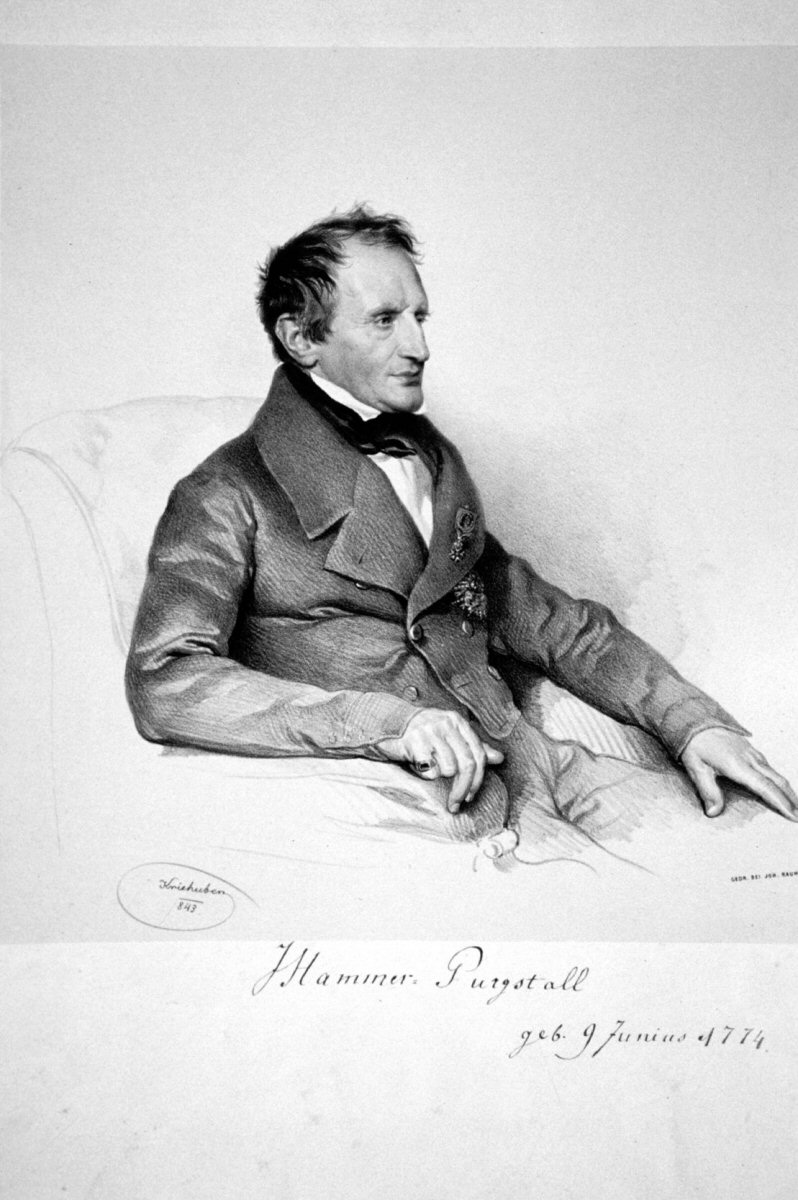
요제프 폰 하머푸르크시탈

요제프 폰 하머푸르크시탈(독일어: Joseph von Hammer-Purgstall, 1774년 6월 9일 ~ 1856년 11월 23일)은 오스트리아의 동양학자이다. 빈 동양 학원을 거쳤다. 1796년 오스트리아 외교관이 되어 터키에 오랫동안 머물렀고 (1799~1807) 뒤에 궁전의 통역관이 되었다.
특히 몽골의 역사와 오스만제국의 역사에 대한 정통한 연구와 저서로 잘 알려져있다.

## 같이 보기
- 바포메트